# Ingemar Salebrant
Alan Ingemar Salebrant, född 3 augusti 1926 i Kvidinge, Kristianstads län, död 2008, var en svensk målare.
Han var son till lagerchefen Algot Kornelius Johansson och Ingar Margareta Landgren. Salebrant studerade reklamkonst vid NKI-skolan men var som konstnär autodidakt. Tillsammans med Torsten Anderström ställde han ut i Kivik 1957 och han medverkade i samlingsutställningar med Ängelholms konstförening och Klippans konstförening samt medverkade ett par gånger i utställningen Kullakonst i Höganäs. Hans konst består av stilleben och landskap utförda i olja, gouache eller akvarell. Han antog namnet Salebrant omkring 1951.  